# 約翰·史都華 (DC漫畫)
約翰·史都華或稱作綠光戰警，是一名DC漫畫旗下的虛構超級英雄，最初登場於《綠光戰警》#87（1971年12月／1972年1月），由丹尼斯·歐尼爾和尼爾·亞當斯創作。
史都華為綠光軍團旗下的一名綠光戰警，時常幫哈爾·喬丹代班或共同行動，同時也常協助正義聯盟。該角為DC漫畫中首位非裔美國超級英雄，其設計形象取自著名演員薜尼·鮑迪。

## 人物
約翰·史都華起初是名建築師，後來被「追溯修訂」而更改為一名來自密西根州底特律的美國海軍陸戰隊資深成員，他被宇宙守護者選為綠光戰警哈爾·喬丹的備用綠光戰警；在此前，綠光戰警蓋·加德納因試圖拯救一個平民而被車子撞傷，使得守護者在他康復期間招募了史都華，以協助喬丹。雖然喬丹在看到史都華對權威人物的不尊重態度後反對這一決定，但守護者堅持他們的決定，並指責喬丹在此問題上的偏見。
喬丹認為史都華的第一次任務處理得不佳。他的任務是保護一個種族主義政客，而史都華在避免事故發生的同時，利用這種情況讓喬丹在此過程中難堪。當一名刺客向其政客開槍時，史都華沒幫忙喬丹以應對這次襲擊事件，這起初讓史都華看起來很可疑。但後來事實證明，因為史都華在外頭的停車場阻止一名槍手殺死一名警察，而將喬丹當作一個誘餌。史都華向喬丹表示，原來那名政客為了政治利益而策畫了這次的攻擊。最後，喬丹得出結論——史都華是一名優秀的新人，並證明了自己的價值。
有一段時間，當喬丹不在時，史都華會偶爾幫忙在地球擔任綠光戰警的工作，包括正義聯盟的一些任務。在喬丹於1980年代放棄成為綠光戰警之後，守護者選擇史都華擔任全職的職務，為此使他的曝光率提升。而當他接受綠光戰警卡特瑪·圖伊對於能量戒指的訓練後，兩人一起進行了許多冒險，最終墜入愛河並結了婚。但他的戒指因塞尼斯托計劃變得無能為力，且圖伊被瘋狂的星藍石殺害之後，讓史都華的生活開始陷入崩毀的狀態。首先，他被誣告殺害卡蘿·費里斯（星藍石的另一個自我），後被南納比亞（South Nambia，DC宇宙中的一個虛構國家，類似於種族隔離時代的南非）誣告偷盜。史都華在南納比亞被囚禁和折磨了好幾個星期，直到約翰用他的舊戒指解放了自己，並在喬丹的幫助下重新振作起來。之後，史都華繼續以綠光戰警的身份活躍。

## 迴響
IGN網站將約翰·史都華評為史上第55名最偉大的漫畫英雄，指出該角為DC漫畫中最早的非洲裔美國英雄之一；IGN還表示，由於他曾在著名的正義聯盟漫畫中扮演主角，而讓史都華已從「半默默無聞」變成「在主流中的絕對認可」。

## 外部連結
- 漫画书数据库：Green Lantern (John Stewart)